# Cagliostro (film, 1929)
Pour les articles homonymes, voir Cagliostro (homonymie).
Pour plus de détails, voir Fiche technique et Distribution.
Cagliostro  est un film franco-suédo-allemand réalisé par Richard Oswald, sorti en 1929.

## Synopsis
L'aventurier italien Joseph Balsamo, plus connu sous le pseudonyme Cagliostro, s’introduit au sein de la noblesse française et même à la Cour du roi Louis XVI grâce à ses tours de magie. Après avoir fui l'Italie, où sa tête est mise à prix, le voici désormais en France où il épouse Lorena Féliciani qui lui permet d'approcher les plus hautes autorités françaises. Vindicatif, il prédit à Marie-Antoinette et il est aussitôt disgracié. Pour se venger, il monte l'affaire du collier de la reine avec l'usurpatrice Jeanne de La Motte-Valois, une aventurière qui se dit héritière de l'illustre famille des Valois, afin d'éclabousser la réputation de la reine intouchable. Elle est humiliée à cause de ce scandale et Jeanne est condamnée à mort. Pour éviter le même sort que sa complice, Cagliostro quitte la France et s'exile en Italie où il retrouve sa femme.  

## Fiche technique
- Titre français : Cagliostro
- Titre allemand : Cagliostro - Liebe und Leben eines großen Abenteurers
- Réalisation : Richard Oswald, assisté de Marcel Carné
- Scénario : Herbert Juttke et Georg C. Klaren, d'après le roman de Johannes von Günther
- Décors : Alexandre Kamenka, Wladimir Wengeroff, Lazare Meerson et Eugène Lourié
- Costumes : Eugène Lourié
- Photographie : Maurice Desfassiaux (en) et Jules Kruger
- Effets-spéciaux : Paul Minnie et Nicolas Wilcké
- Direction de la production : Vladimir Zederbaum
- Sociétés de production : Films Albatros, Richard Oswald-Film GmbH et Wengeroff
- Pays de production : Allemagne  République de Weimar |  France |  Suède
- Format : Noir et blanc - Muet - 1,33:1 - 35 mm - 3 241 m
- Durée : 54 minutes
- Genre : Thriller
- Date de sortie : 1929
- Affiche : Jean-Adrien Mercier

## Distribution
- Hans Stüwe : Cagliostro
- Renée Héribel : Lorenza
- Alfred Abel : le prince de Rohan
- Ivan Koval-Samborsky : Benito
- Rina De Liguoro : Laura, la marquise d'Espada
- Charles Dullin : le marquis d'Espada
- Illa Meery : Jeanne de la Motte
- Edmond Van Daële : Louis XVI
- Suzanne Bianchetti : Marie-Antoinette
- Jules Moy : Bohmer
- Georges Deneubourg : Basange
- Alice Tissot : la duchesse de Mittau
- René Donnio: Chevreau
- Andrée Canti
- W. Percy Day
- Andrews Engelmann
- Jenny Luxeuil
- Roger Karl
- Teddy Michaud
- Nicolas Rimsky